# Peritaje mercantil
El peritaje mercantil en España hace mención a los estudios de carácter técnico/profesional de economía de la empresa, reglados inicialmente por el Real Decreto de 30 de agosto de 1858 e impartidos en las Escuelas de Comercio, integradas desde 1945 en las Enseñanzas Profesionales Técnicas. Si bien hemos de remontarnos a finales del siglo XVIII, donde encontramos los orígenes de los Estudios Mercantiles.
El último plan de estudios que regló el Peritaje Mercantil se publicó en el Decreto de 16 de marzo de 1956 (BOE 6-IV). La edad de acceso era a los 14 años mediante Bachillerato elemental o laboral. El Peritaje Mercantil se estructuraba en tres cursos académicos en los que se impartían las siguientes asignaturas:
Primer Curso: religión, matemáticas con nociones de cálculo comercial, literatura española y redacción comercial, geografía económica I, materias primas, francés, inglés y dibujo publicitario. 
Segundo Curso: religión, literatura universal (especialmente hispánica), matemáticas comerciales, elementos de contabilidad y teneduría de libros, mercaderías, geografía económica II, francés, inglés, taquigrafía y mecanografía.
Tercer Curso: religión, historia de la cultura, elementos de derecho y legislación mercantil, física y química, contabilidad general, economía y estadística, francés, inglés, taquigrafía y mecanografía.
Además de estas asignaturas se dedicaba una hora semanal a "formación del espíritu nacional" y tres horas a educación física, haciendo especial distinción a las mujeres que en los dos primeros cursos dedicaban tres horas semanales a "enseñanzas del hogar".
Una vez finalizados los estudios de Peritaje Mercantil, se podía acceder a los estudios de Profesorado Mercantil , considerados también estudios profesionales de carácter técnico de grado superior, que posteriormente fueron substituidos en 1973 por la Diplomatura Universitaria en Ciencias Empresariales.
El RD 265/1979 de 26 de enero transformó las Escuelas Periciales de Comercio en Centros de Formación Profesional, declarando a extinguir las enseñanzas de Peritaje Mercantil a partir del curso académico 1979/1980, siendo en el año 1984 el último que se impartiera en España. En el mismo reglamento, los Peritos Mercantiles quedaron equiparados a todos los efectos a los Titulados de Formación Profesional de Grado superior en la rama Administrativa y Comercial.
Las funciones de los Peritos Mercantiles vienen establecidas en el Estatuto Profesional De Economistas y de Profesores y Peritos Mercantiles de 28 abril de 1977, Decreto 26 abril 1977, núm. 871/77.
- Datos: Q25401338